# Epimachus
Epimachus là một chi chim trong họ Paradisaeidae.

## Hình ảnh

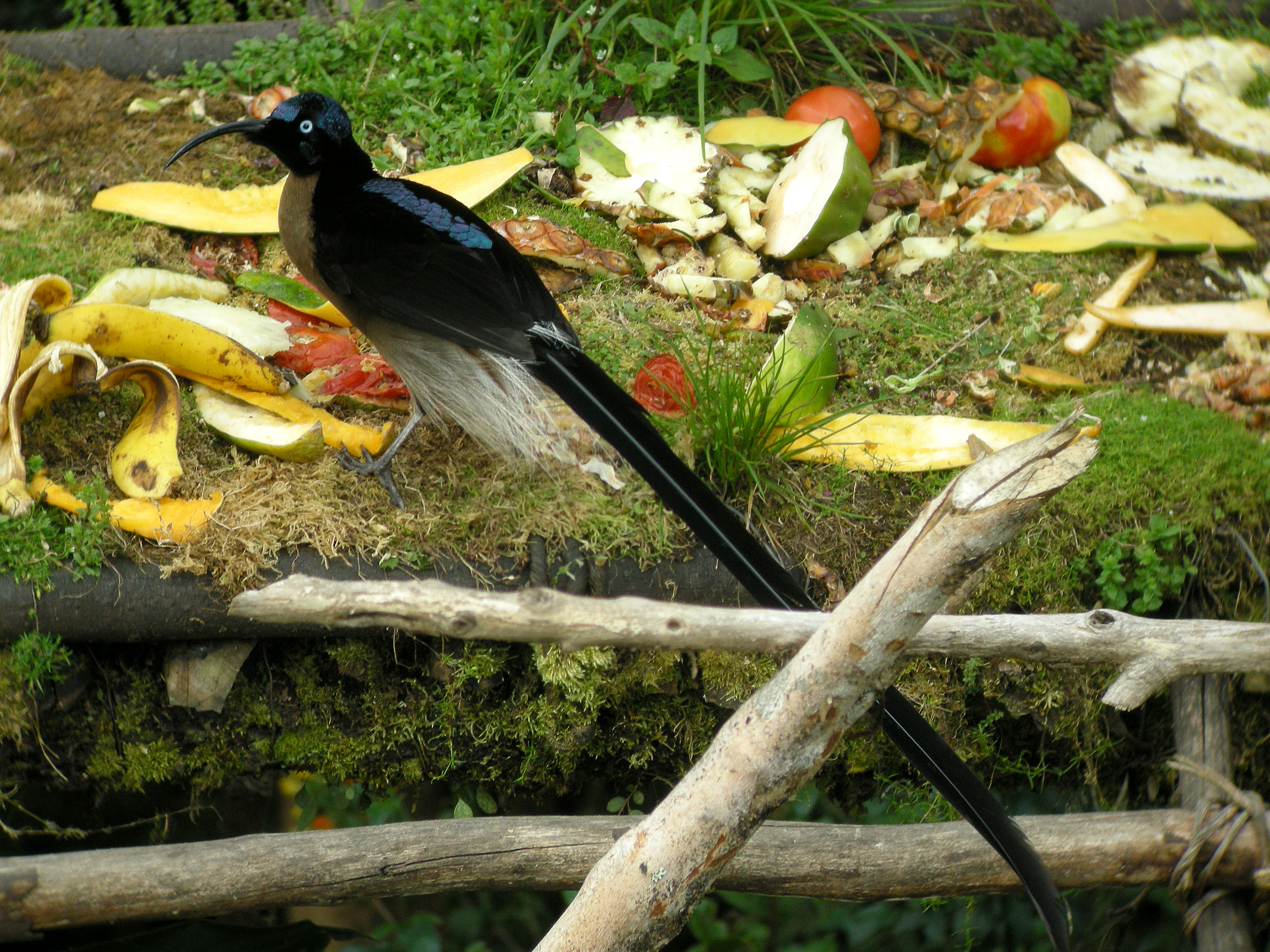
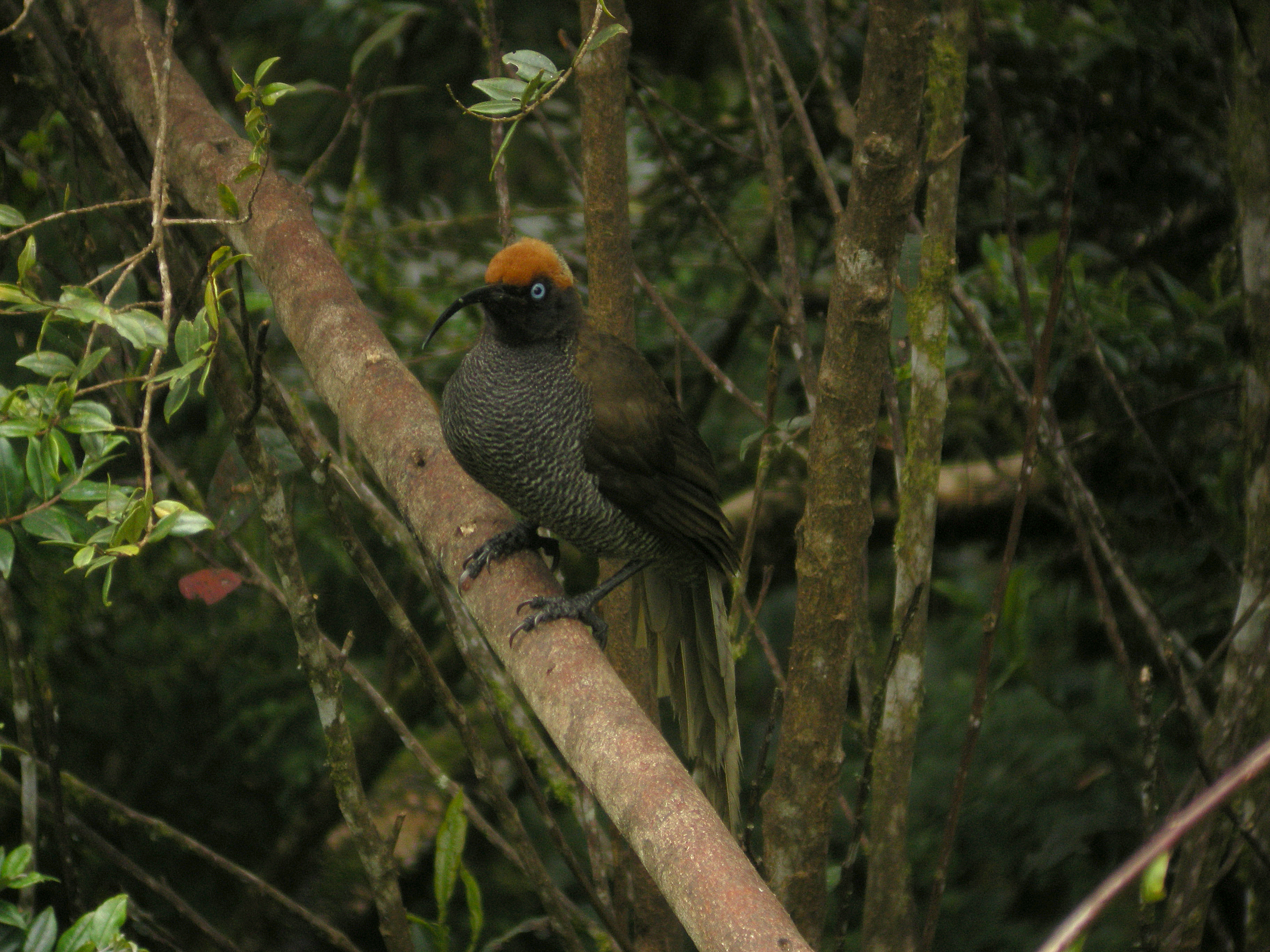
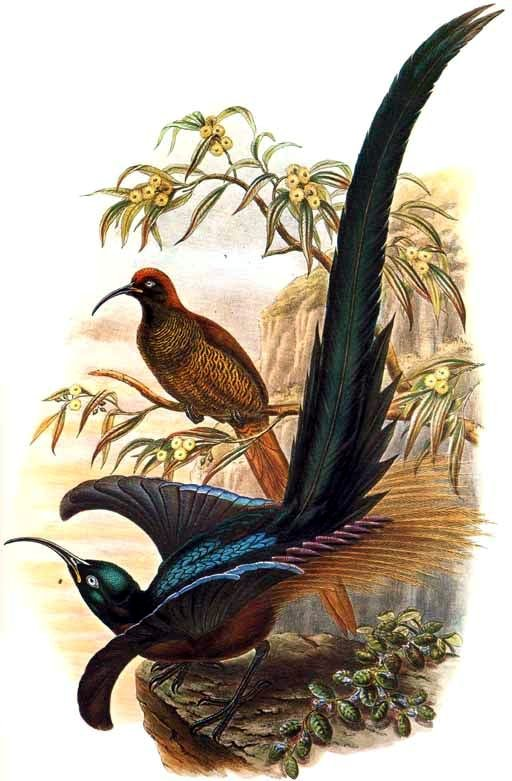